# Съединистка акция (1880)
Съединистката акция от 1880 година е опит за обединение на Източна Румелия и Княжество България, осуетен от Русия и Великобритания.

## Предистория
В хода на Берлинския конгрес западните държави начело с Великобритания и Австро-Унгария налагат ревизия на Санстефанския договор. Българското княжество е свито в териториите между Дунав и Стара планина със Софийския санджак. Част от Южна България е обособена като автономна област в рамките на Османската империя, а друга част заедно с цяла Македония е оставена под пряката власт на султана. Българите от новообразуваната автономна област Източна Румелия се включват масово в комитетите „Единство“ и полувоенни организации („гимнастически дружества“) срещу прилагането на Берлинския договор. Съпротивата им е прекратена едва след личната намеса на руския цар Александър II и декларацията на османския султан Абдулхамид II, че няма да окупира областта.

## Мотиви и план
Въпреки уверението на султана, Османската империя си запазва правото по член 15 от Берлинския договор да разполага войски в Източна Румелия. Изострянето на териториалните спорове на империята с Черна гора и Гърция през пролетта на 1880 година засилва опасенията на румелийските власти от турска окупация. Същевременно, изборната победа на либералите в Англия, известни със защитата си за българската кауза по време на Априлското въстание и Берлинския конгрес, засилва и надеждите за обрат в британската политика по отношение на българите.
В тази обстановка Постоянният комитет на румелийското Областно събрание подема инициатива за обединение с Княжество България. През април комитетът изпраща в София двама свои представители – Димитър Наумов и Константин Величков. Двамата се срещат с княз Александър Батенберг и с депутати от управляващата Либерална партия. В резултат от тези срещи е формулиран план за реализиране на съединението, който включва политическа и военна подготовка на южнобългарското население, заделяне на финансови средства за въоръжаване на армията и сформиране на опълчение в Княжеството и преговори за привличане на дипломатическа подкрепа.

## Действия
В изпълнение на плана, в средата на май 1880 година се провежда събрание на делегати от цяла Източна Румелия в Сливен. Събранието избира таен централен комитет, в който влизат водещи политици от областта – Константин Величков (председател), Иван Ст. Гешов, Георги Тилев, Георги Странски и Георги Хаканов. Тайният комитет се заема с възстановяването на гимнастическите дружества и организирането на местни комитети в цялата област.
Подготовката за съединение се насърчава от княз Александър Батенберг (който поддържа оживени контакти с румелийските дейци чрез началника на канцеларията си Константин Стоилов), но не получава реална поддръжка от княжеското правителство. Обезпокоен от възможната реакция на Русия, министър-председателят Драган Цанков изчаква нейното становище и се дистанцира от дипломатическите сондажи, които князът прави в Лондон.
Изпратеният в британската столица емисар Стефан Панаретов проучва мнението на британските либерали за обединение на Княжеството и Източна Румелия и за реформи в Македония и Одринско. Отговорът и на двата въпроса е отрицателен, тъй като правителството на Гладстон не желае да дестабилизира Османската империя и да уголемява българската държава, която се намира под силното влияние на Русия.
Русия също е против съединистка акция, която може да провокира австро-унгарска интервенция в Западните Балкани и други усложнения в момент, когато основното ѝ внимание е насочено към Централна Азия. Руското становище става ясно в края на май, когато Батенберг посещава Петербург. Тогава той е предупреден от външния министър Гирс, че царят не одобрява подготовката за съединение в този момент. По същия начин действа и руският консул в Пловдив спрямо местните лидери.
Липсата на външна подкрепа принуждава княза и румелийските инициатори на акцията да я прекратят. През следващите години съединението остава лозунг в междупартийните борби в Източна Румелия, но практически стъпки са предприети едва през 1885 година от БТЦРК.